# قفل شده در
قفل شده در (انگلیسی: Locked In) یک فیلم به کارگردانی سوری کریشناما است که در سال ۲۰۱۰ منتشر شد.

## بازیگران
- بن بارنز
- سارا رومر
- الیزا دوشکو
- برندا فریکر
- جانی ویتوورت
- کلارک پیترس